# Verdronken vlinder
Verdronken vlinder is een nummer van Boudewijn de Groot, afkomstig van zijn album Voor de overlevenden uit 1966. In 1969 werd het nummer op single uitgebracht.

## Achtergrond
Het verscheen begin 1967 als B-kant van de single Onder ons, de opvolger van de grote hit "Het Land van Maas en Waal". Die single bereikte de 11e positie in de Nederlandse Top 40 op Radio Veronica. Verdronken vlinder verscheen in 1969 echter ook als A-kant van een single met als B-kant Beneden alle peil. Ditmaal behaalde de plaat de Nederlandse Top 40 niet, maar bleef steken in de Tipparade. Ook in de destijds nieuwe publieke hitlijst, de Hilversum 3 Top 30, werd géén notering behaald.
Beide liedjes zijn geschreven door Boudewijn de Groot en Lennaert Nijgh, in een arrangement van Bert Paige. Verdronken vlinder werd in het Engels opgenomen door De Groot als Beautiful Butterfly.
In Verdronken vlinder wil de schrijver zo vrij leven als een vlinder. Eenmaal zich daarvan bewust, ziet hij dan ook in dat het einde van een vlinder ook niet zo fraai is; bijvoorbeeld sterven op een plas water. Dan toch maar mens zijn ("om te leven hoef ik echt geen vlinder meer te zijn").
Beneden alle peil is een lied over min of meer onbeantwoorde liefde; hij vindt haar geweldig, maar zij denkt alleen aan zichzelf: dat vindt hij beneden alle peil. Deze tekst van Lennaert Nijgh wordt geacht autobiografisch te zijn.

## Covers
In 1993 bracht het Vlaamse duo Erik Van Neygen & Sanne het uit in België.
In 1994 verscheen de versie van de band Bettie Serveert op het tribute-album Als de rook is verdwenen: een eerbetoon aan Boudewijn de Groot. De tekst was in het Engels vertaald onder de titel Drown butterfly drown.
In 2001 verscheen Verdronken vlinder op de cd Féerie van Lavinia Meijer. Zij speelde het nummer op harp in een arrangement van Bob Zimmerman.
Op 7 februari 2020 brengt Maksim Stojanac als zijn personage Vince Dubois uit de Ketnet-serie #LikeMe het nummer in aflevering 5 '#TheTruth' van seizoen 2 van de jeugdserie.

## Evergreen Top 1000
| Evergreen Top 1000 "Verdronken Vlinder" | Evergreen Top 1000 "Verdronken Vlinder" | Evergreen Top 1000 "Verdronken Vlinder" | Evergreen Top 1000 "Verdronken Vlinder" | Evergreen Top 1000 "Verdronken Vlinder" | Evergreen Top 1000 "Verdronken Vlinder" | Evergreen Top 1000 "Verdronken Vlinder" | Evergreen Top 1000 "Verdronken Vlinder" | Evergreen Top 1000 "Verdronken Vlinder" | Evergreen Top 1000 "Verdronken Vlinder" | Evergreen Top 1000 "Verdronken Vlinder" | Evergreen Top 1000 "Verdronken Vlinder" | Evergreen Top 1000 "Verdronken Vlinder" | Evergreen Top 1000 "Verdronken Vlinder" | Evergreen Top 1000 "Verdronken Vlinder" | Evergreen Top 1000 "Verdronken Vlinder" | Evergreen Top 1000 "Verdronken Vlinder" |
| Jaar                                    | 2008                                    | 2009                                    | 2010                                    | 2011                                    | 2012                                    | 2013                                    | 2014                                    | 2015                                    | 2016                                    | 2017                                    | 2018                                    | 2019                                    | 2020                                    | 2021                                    | 2022                                    | 2023                                    |
| --------------------------------------- | --------------------------------------- | --------------------------------------- | --------------------------------------- | --------------------------------------- | --------------------------------------- | --------------------------------------- | --------------------------------------- | --------------------------------------- | --------------------------------------- | --------------------------------------- | --------------------------------------- | --------------------------------------- | --------------------------------------- | --------------------------------------- | --------------------------------------- | --------------------------------------- |
| Positie                                 | 28                                      | 96                                      | 18                                      | 18                                      | 26                                      | 37                                      | 22                                      | 51                                      | 27                                      | 54                                      | 49                                      | 37                                      | 41                                      | 59                                      | 47                                      | 48                                      |

## NPO Radio 2 Top 2000
| Nummer met noteringen in de NPO Radio 2 Top 2000 | '99 | '00 | '01 | '02 | '03 | '04 | '05 | '06 | '07 | '08 | '09 | '10 | '11 | '12 | '13 | '14 | '15 | '16 | '17 | '18 | '19 | '20 | '21 | '22 | '23 | '24 |
| ------------------------------------------------ | --- | --- | --- | --- | --- | --- | --- | --- | --- | --- | --- | --- | --- | --- | --- | --- | --- | --- | --- | --- | --- | --- | --- | --- | --- | --- |
| Verdronken vlinder                               | 102 | 95  | 95  | 72  | 47  | 65  | 51  | 62  | 63  | 55  | 105 | 109 | 153 | 238 | 232 | 251 | 298 | 300 | 360 | 398 | 262 | 377 | 341 | 368 | 418 | 395 |

1. ↑  Een vetgedrukt getal geeft de hoogste notering aan.

Alles wat ademt · Avond · De nachtwacht · Élégie prénatale · Het Land van Maas en Waal · Ik doe wat ik doe · Jan Klaassen de trompetter · Liefde van later · Malle Babbe · Prikkebeen · Pastorale · Strand · Testament · Verdronken vlinder · Welterusten, meneer de president